# Субась (приток Пучкомы)
Субась — река в России, течёт по территории Пинежского района Архангельской области и Удорского района Республики Коми. Устье реки находится в 64 км по правому берегу реки Пучкома. Длина реки — 24 км.

## Данные водного реестра
По данным государственного водного реестра России относится к Двинско-Печорскому бассейновому округу, водохозяйственный участок реки — Мезень от истока до водомерного поста у деревни Малонисогорская. Речной бассейн реки — Мезень.
Код водного объекта в государственном водном реестре — 03030000112103000047665.